# Stary Sokołów
Stary Sokołów – wieś sołecka w Polsce położona w województwie świętokrzyskim, w powiecie koneckim, w gminie Końskie.
W latach 1975–1998 miejscowość administracyjnie należała do województwa kieleckiego.
Według spisu powszechnego z roku 1921 wieś Sokołów Stary spisana razem z Sokołówką posiadały 71 domów 373 mieszkańców.
Wierni kościoła rzymskokatolickiego należą do parafii św. Rafała Kalinowskiego w Dziebałtowie.